# Chiesa di San Floriano (Rovereto)
La chiesa di San Floriano è la parrocchiale di Lizzana, frazione di Rovereto in Trentino. Appartiene alla zona pastorale della Vallagarina dell'arcidiocesi di Trento e risale al XII secolo.

## Storia

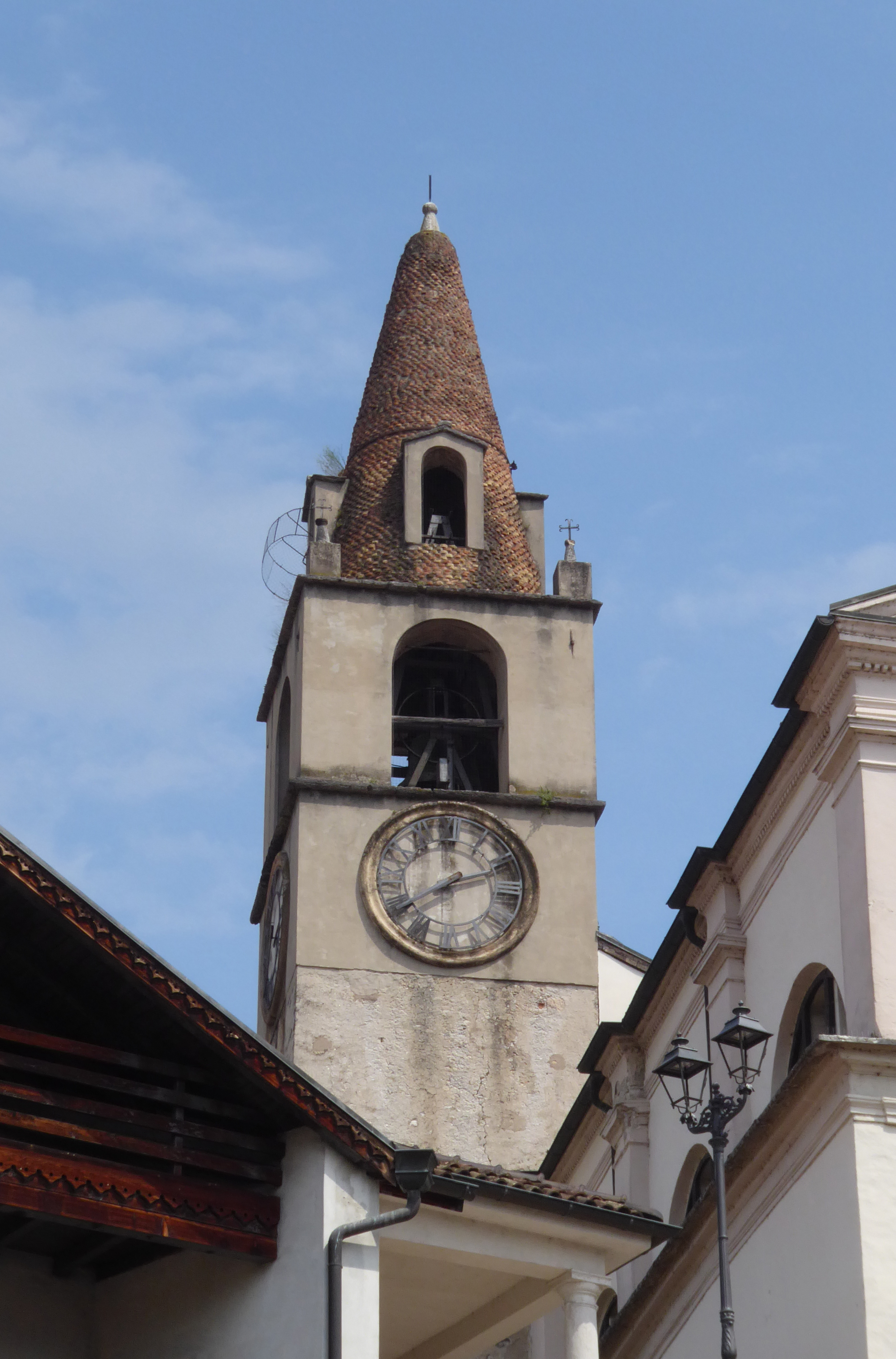
Campanile

La prima citazione su documenti della chiesa risale al 1196 ma sembra che l'edificio religioso esistesse già nel V secolo e questo la rende una pieve tra le più antiche della diocesi.
Viene ricordata nel secondo testamento di Guglielmo da Castelbarco del 1319 e poi anche nel 1470 dall'arciprete Leonardo Contarini che ricorda le chiese legate a questa pieve madre sorte nelle aree di Rovereto e della Vallarsa.
Nella prima metà del XVI secolo la facciata venne affrescata e nel 1579 una visita pastorale documentò la presenza al suo interno di quattro altari. L'altare maggiore dedicato a San Floriano e i laterali dedicati alla Beata Vergine Maria, a San Lorenzo e a San Sebastiano.
All'inizio della metà del secolo successivo fu oggetto di ampliamenti sia in altezza della navata sia in prolungamento della stessa e tra il 1669 e il 1672 venne realizzato un nuovo altare maggiore. Altri arricchimenti e rinnovamenti vennero realizzati nel XVIII secolo, con due nuovi altari e la loro decorazione.
Dopo il periodo dell'occupazione napoleonica, tra il 1811 e il 1814, rinunciando a progetti di ricostruzione totale per i costi troppo elevati, venne deciso di ampliarne la struttura con un nuovo transetto, la risistemazione della sagrestia che divenne una cappella, e la creazione di una nuova zona presbiteriale. La chiesa venne benedetta nel 1813, prima ancora che i lavori fossero ultimati.
Subì danneggiamenti alla copertura durante la prima guerra mondiale e venne restaurata nel primo dopoguerra. Tra il 1927 e il 1941 fu sostituita la pavimentazione della sala e del presbiterio. Nel secondo dopoguerra del XX secolo nella sala vennero sostituite le vetrate poi venne restaurata la torre campanaria.
Negli anni settanta e ottanta venne realizzato l'adeguamento liturgico con le necessarie modifiche al presbiterio e fu realizzato un intervento di restauro conservativo su tutta la struttura, compresa la torre campanaria.
Gli ultimi interventi si sono avuti nei primi anni del XXI secolo con la revisione delle intonacature esterne e la scoperta di strutture legate alla prima fabbrica dell'edificio, come antiche aperture a monofora poi murate.

## Descrizione

### Esterni
La facciata è neoclassica con il grande portale architravato con piccolo frontone superiore che richiama quello che conclude la facciata. Ai lati del portale sono conservati due affreschi raffiguranti il Giudizio Universale e San Cristoforo.   La torre campanaria si alza in posizione arretrata sulla sinistra e la sua cella si apre con quattro finestre a monofora sotto le quali si trova l'orologio.

### Interni
La navata interna è unica e divisa in quattro campate e leggermente ampliata da piccole cappelle laterali con altari secondari. Nella prima campata vicino all'ingresso è posta la cantoria e l'originale fonte battesimale.